# Czyżew-Chrapki
Czyżew-Chrapki – wieś w Polsce położona w województwie podlaskim, w powiecie wysokomazowieckim, w gminie Czyżew. 1 stycznia 2011  miejscowość została pozbawiona znacznej części obszaru (24,42 ha), który został włączony do nowo utworzonego miasta Czyżew.
W latach 1975–1998 miejscowość administracyjnie należała do województwa łomżyńskiego.
Wierni kościoła rzymskokatolickiego należą do parafii św. Apostołów Piotra i Pawła w Czyżewie.

## Historia
W 1921 r. Czyżewo-Chrapki. Naliczono tu 7 budynków z przeznaczeniem mieszkalnym oraz 53. mieszkańców (30. mężczyzn i 23 kobiety). Wszyscy podali narodowość polską.

## Obiekty zabytkowe
- cmentarz wojenny z I wojny światowej, nr rej.: 262 z 3.03.1987[11].